# Lasioglossum angustius
Lasioglossum angustius är en biart som först beskrevs av Cockerell 1897.  Lasioglossum angustius ingår i släktet smalbin, och familjen vägbin. Inga underarter finns listade i Catalogue of Life.